# Sigrid Undset
Sigrid Undset (Kalundborg, Dinamarca, 20 de maig del 1882-Lillehammer, Noruega, 10 de juny del 1949) fou una escriptora noruega guardonada amb el Premi Nobel de Literatura l'any 1928.

## Biografia
Va néixer el 20 de maig del 1882 a la ciutat de Kalundborg, població situada al comtat de Sjælland occidental de l'illa de Sjælland, filla d'Ingvald Undset, arqueòleg de reconeixement internacional i especialitzat en l'edat del ferro a Europa. Tot i néixer a Dinamarca, la seva família es va traslladar a Noruega quan ella tenia dos anys. Va cursar els estudis a Oslo, però no va poder cursar estudis universitaris a causa de la mort del seu pare, i hagué de treballar com a secretària en una important empresa d'enginyeria. Convertida al catolicisme l'any 1924, el 1940 va fugir als Estats Units davant la seva oposició al règim nazi i l'ocupació alemanya del seu país. Retornà al seu país el 1945, un cop acabada la Segona Guerra Mundial.
Morí el 10 de juny del 1949 a la ciutat de Lillehammer, població situada al comtat d'Oppland.

## Obra literària
En les obres de Sigrid Undset, es poden distingir dues classes de novel·les, les contemporànies i les històriques. Així mateix, la dona serà un tema referent al llarg de la seva obra. El seu treball més conegut és Kristin Lavransdatter, una trilogia modernista sobre la vida a Escandinàvia a l'edat mitjana, publicada entre 1920 i 1922 en tres volums i en què retrata la vida d'una dona des del seu naixement fins a la mort.
L'any 1928, fou guardonada amb el Premi Nobel de Literatura principalment per les seves descripcions de gran abast de la vida nòrdica durant l'edat mitjana.

## Obra publicada
| - 1907: Fru Marta Oulie - 1908: Den lykkelige alder - 1909: Viga-Ljot og Vigdis - 1910: Ungdom - 1911: Jenny - 1912: Fattige skjebner - 1914: Vaaren - 1915: Fortællinger om kong Artur og ridderne av det runde bord - 1917: Splinten av troldspeilet - 1917: Tre søstre, assaig - 1918: De kloge jomfruer - 1919: Et kvindesynspunkt, assaig - 1920-1922: Kristin Lavransdatter - 1920: Kransen - 1921: Husfrue - 1922: Korset | - 1921: Vårskyer - 1925: Sankt Halvards liv, død og jærtegn - 1925: Olav Audunssøn i Hestviken - 1927: Olav Audunssøn og hans barn - 1927: Katholsk propaganda, assaig - 1929: Gymnadenia - 1929: Etapper, assaig - 1930: Den brændende busk - 1930: Hellig Olav, Norges konge, assaig - 1932: Ida Elisabeth - 1933: Etapper. Ny række, assaig - 1933: To europeiske helgener - 1934: Elleve aar - 1936: Den trofaste hustru - 1937: Norske helgener - 1938: Selvportretter og landskapsbileder - 1939: Madame Dorthea |

## Reconeixements
En honor seu, s'anomenà l'asteroide (9919) Undset descobert el 22 d'agost del 1979 per Claes-Ingvar Lagerkvist.